# Éruption du Merapi en 2010
L'éruption du Merapi en 2010 est une éruption volcanique qui s'est déroulée sur le Merapi du 26 octobre 2010 à début 2011. Ce volcan, considéré comme le plus actif et le plus dangereux d'Indonésie, est situé dans le centre de l'île de Java, au cœur d'une région densément peuplée. Les populations, mal préparées aux conséquences d'une éruption de ce volcan qui peut se traduire par des nuées ardentes soudaines, sont particulièrement exposées. Marquée par des nuées ardentes et des lahars, cette éruption a coûté la vie à 353 personnes, dont Mbah Maridjan, le juru kunci du volcan. Pour les scientifiques, c'est l'éruption la plus forte depuis celle de 1872[réf. nécessaire].

## Contexte

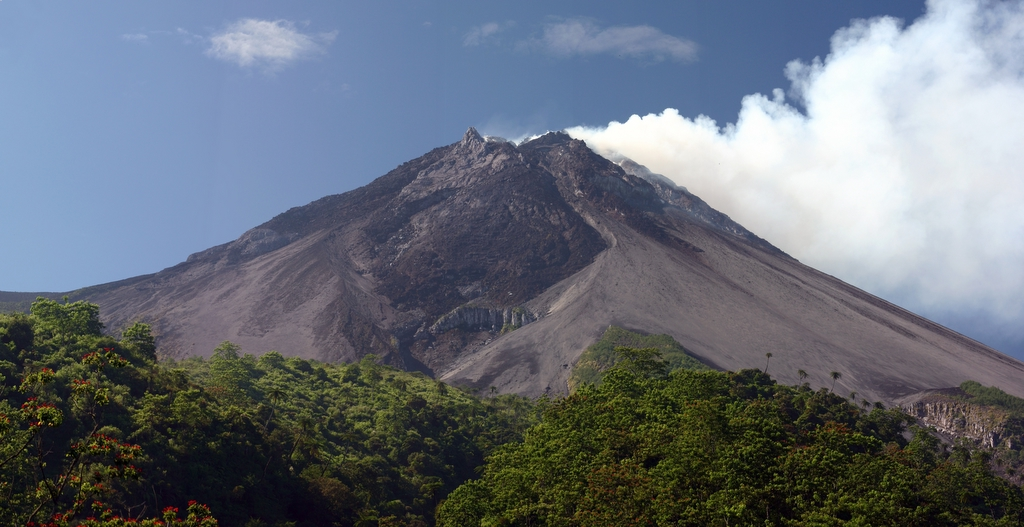
Vue du Merapi et de son dôme de lave en juillet 2005.

Le Merapi est un stratovolcan culminant à 2 911 ou 2 968 mètres d'altitude dans le centre de l'île de Java, en Indonésie. Il est situé dans une région parmi les plus densément peuplées au monde avec des valeurs atteignant 1 000 hab./km2, notamment avec la ville de Yogyakarta au sud, dont l'agglomération comptait 723 210 habitants en 1990, et la plaine de Kedu vers l'ouest. Les pieds du volcan et ses pentes jusqu'à une altitude relativement élevée sont habités par de nombreux agriculteurs, attirés par la fertilité des sols qui permettent plusieurs récoltes par an, notamment de riz. Ces terres sont fertilisées par les cendres volcaniques rejetées par le Merapi et qui retombent dans les environs au gré des vents. Ces cendres sont émises au cours d'éruptions volcaniques qui sont fréquentes, 49 entre celle de 1548, la première observée par les Européens, et celle débutée le 26 octobre 2010, dont 23 au cours du XXe siècle soit une tous les quatre ans environ. Ces éruptions se traduisent généralement par la croissance d'un dôme de lave dans le cratère sommital. Par la pression dans la chambre magmatique, ce dôme de lave s'effondre ou explose en produisant des nuées ardentes qui déposent d'importantes couches de cendres. En cas de fortes pluies, fréquentes sous le climat tropical de Java, ces cendres peuvent former des lahars, des coulées de boue pouvant parcourir des dizaines de kilomètres en faisant d'importantes destructions sur leur passage.
Si on écarte une suspicion d'éruption le 19 mai 2008, la précédente éruption du Merapi s'est déroulée de mars 2006 au 9 août 2007. Typique des éruptions péléennes, elle s'est traduite par la formation d'un dôme de lave, qui a donné naissance à une coulée de lave pâteuse s'échappant du cratère. Néanmoins, des nuées ardentes se sont produites au cours d'explosions d'indice d'explosivité volcanique de 1 lorsque la pression interne du volcan devenait trop importante. Le volume de lave émis est supérieur à 4 × 106 m3. Malgré l'évacuation des populations menacées, l'éruption a fait plusieurs morts et des dégâts.
Après deux ans et demi de repos, le Merapi montre des signes de réveil à partir de mars 2010, avec un gonflement du volcan de 0,1 à 0,3 millimètre par jour. Ce phénomène s'accélère à la fin de l'été pour atteindre 11 millimètres quotidiens le 16 septembre, 0,6 centimètre fin septembre, 10,5 centimètres le 21 octobre et 42 centimètres le 24 octobre. Dans le même temps, une crise sismique apparaît début septembre et le dôme de lave se réchauffe à partir de fin octobre. Outre ces mesures, on observe des phénomènes comme une avalanche de débris le 12 septembre et la formation d'un panache volcanique blanc s'élevant à 800 mètres au-dessus du sommet du Merapi. Les autorités sont alors convaincues de l'imminence d'une éruption et remontent le niveau d'alerte au niveau 2 le 19 septembre, au niveau 3 le 21 octobre et au niveau 4, le plus élevé, le 25 octobre. Le même jour, elles lancent une recommandation aux populations situées dans un rayon de dix kilomètres autour du sommet, soit entre 11 000 et 19 000 personnes, pour qu'elles évacuent immédiatement leurs villages.

## Déroulement

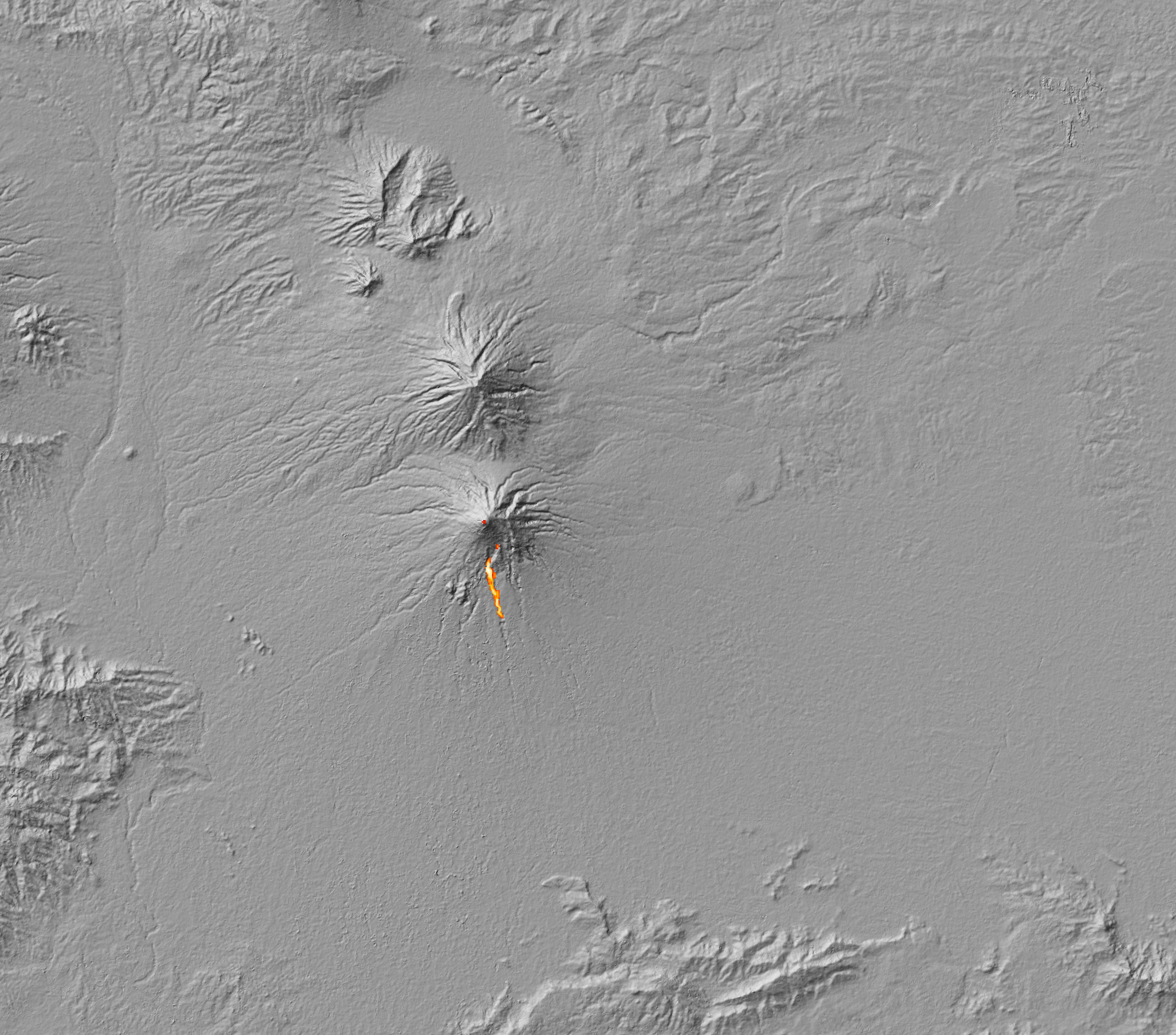
Détection thermique (en rouge et jaune) le 1 novembre 2010 du dôme de lave du Merapi (point au sommet de la montagne) et d'une nuée ardente (trainée sur le flanc sud) superposée à un modèle numérique de terrain.

L'éruption commence le 26 octobre à 17 h heure locale par des explosions produisant des nuées ardentes qui dévalent les flancs ouest-sud-ouest et sud-est. Cette série de nuées ardentes, qui durent pour la plupart entre deux et neuf minutes hormis deux d'entre elles qui se développent pendant 33 minutes, se termine à 18 h 54. Ces nuées ardentes sont accompagnées de bruits sourds, d'un panache volcanique s'élevant à environ 4 500 mètres d'altitude et le rougeoiement du dôme de lave est visible depuis le nord.
Après ce premier épisode éruptif, l'activité reprend de manière plus soutenue dans la nuit du 29 au 30 octobre à 1 h,. Les cendres volcaniques retombant jusqu'à dix kilomètres du volcan et les explosions étant plus bruyantes, des milliers de personnes vivant encore dans la zone d'évacuation fuient en pleine nuit, portant le nombre de réfugiés à 50 000,. Le 3 novembre, devant l'intensification des explosions, les autorités portent le rayon de la zone d'évacuation à quinze kilomètres autour du sommet du volcan. Le lendemain, les explosions se poursuivent en gagnant encore en puissance. Le panache volcanique atteint huit kilomètres d'altitude et les nombreuses nuées ardentes qui dévalent le flanc sud font jusqu'à neuf kilomètres de longueur.
À partir du 18 novembre, l'éruption perd en intensité avec une baisse de l'activité sismique, du nombre de nuées ardentes et de l'altitude du panache volcanique qui atteint entre 4,5 et 6 kilomètres d'altitude. Des lahars commencent à se former sur les pentes du volcan au cours du mois de novembre 2010. Ceux des 3 et 9 janvier 2011 provoquent des destructions, un mort, un blessé et des évacuations. L'échelle de risque volcanique est abaissée à 3 sur une échelle de 4 le 4 décembre 2011 et à 2 le 9 janvier 2011, ce qui traduit la fin de cette éruption.

## Conséquences

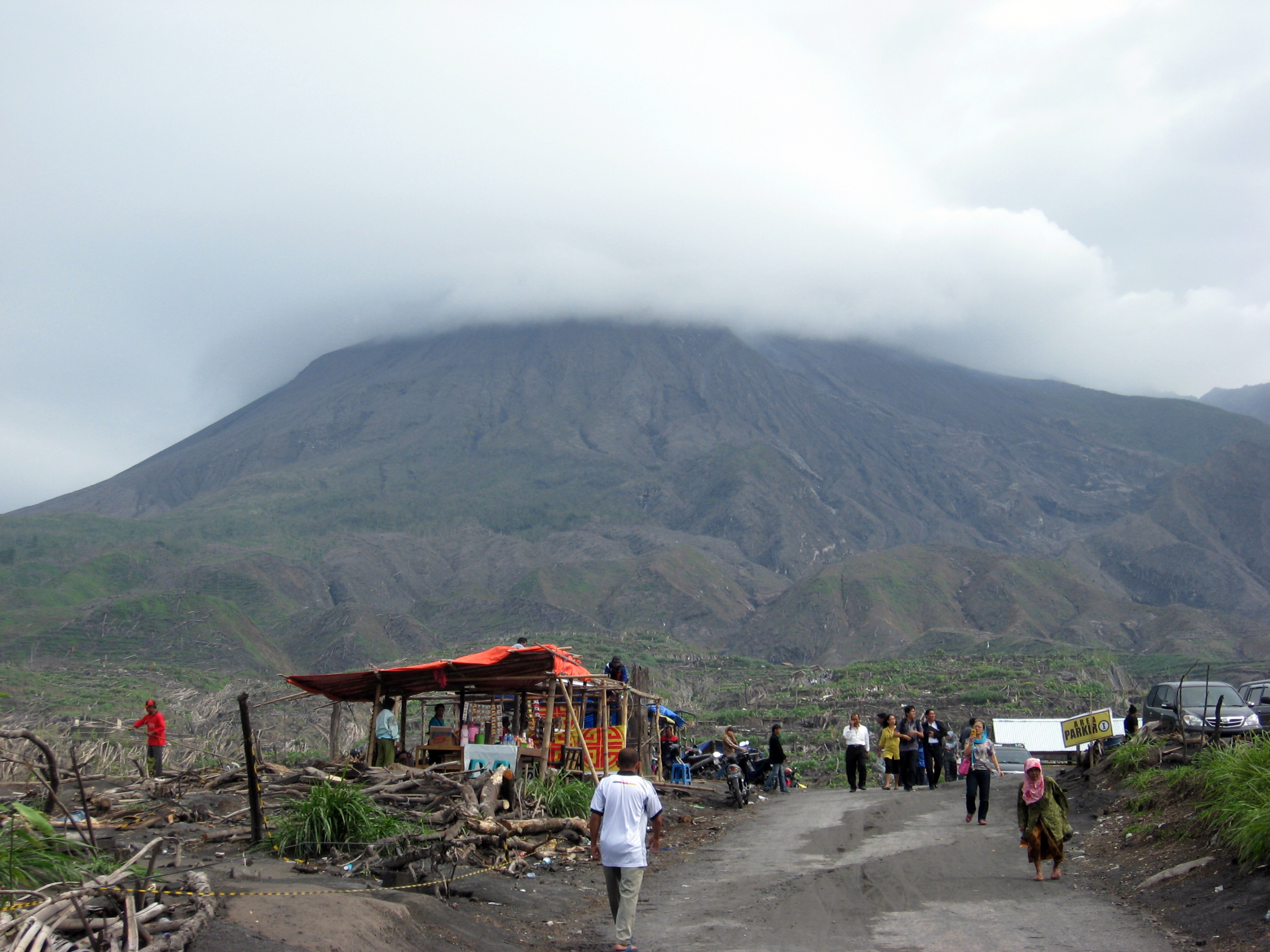
Touristes sur les flancs dévastés du Merapi début février 2011.

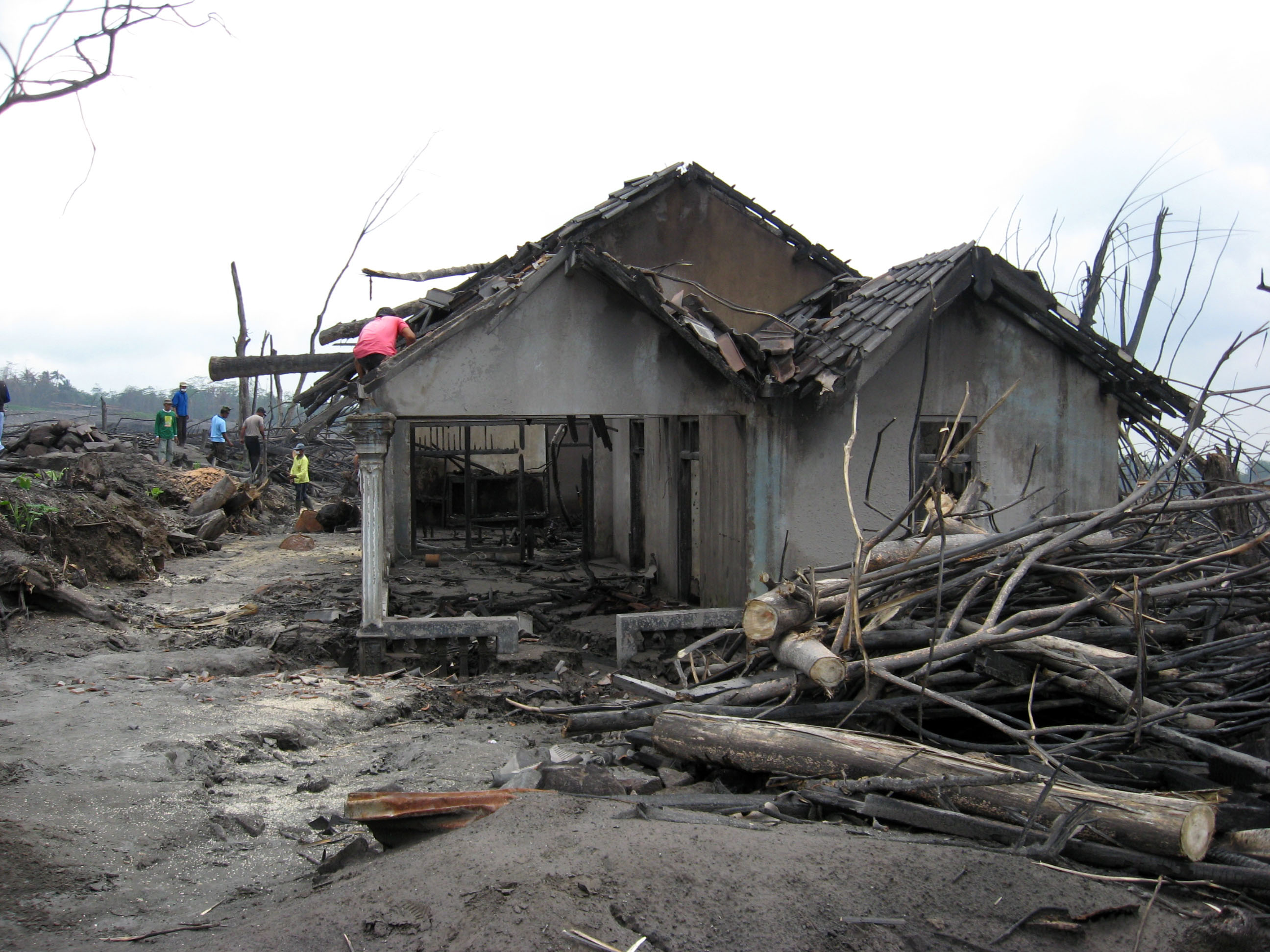
Maison détruite par une nuée ardente.

Les nuées ardentes du premier jour de l'éruption ont tué 34 personnes, dont Mbah Maridjan, le juru kunci du Merapi. Ce dernier a refusé d'évacuer son village de Kinahrejo malgré les demandes répétées des autorités et de nombreuses personnes présentes avec lui dans sa maison. Treize d'entre elles ont été tuées sur le coup avec lui par les gaz et les cendres volcaniques à 1 000 °C d'une nuée ardente qui a détruit le village. Le corps de Mbah Maridjan a été retrouvé le lendemain matin en position de prière, accomplissant ainsi son rôle spirituel, par une équipe de secouristes. Devant la puissance de l'éruption, l'ordre d'évacuation est plutôt bien respecté, mais surtout par les femmes, les enfants et les personnes âgées, les hommes préférant rester pour s'occuper de leurs champs ou de leurs bêtes. Le 1er novembre, le bilan humain s'alourdit à 38 morts. Le 4 novembre, le rejet de cendres volcaniques dans l'atmosphère est tel que les autorités demandent aux compagnies aériennes de ne pas s'approcher de plus de douze kilomètres du volcan. Bien que restant ouverts, les deux aéroports les plus proches du Merapi voient certaines compagnies annuler des vols.
Au total, le nombre de victimes s'élève à 353 morts au 3 décembre, plus de 150 blessés et le nombre de déplacés à plus de 320 000 personnes le 8 novembre,,. Les autorités évaluent le coût des dégâts à 5 500 milliards de roupies, soit 500 millions d'euros, au début de février 2011 et ce montant ne fait qu'augmenter en raison des lahars.
Pour le seul secteur de l'agriculture, les pertes dépassent les 100 millions de dollars américains, affectant la subsistance des populations locales. Les cultures détruites par l'éruption le sont en majorité par les pluies de cendres volcaniques : plus de 2 500 hectares de cultures dans le kabupaten de Sleman, 5 000 hectares de salak et 100 hectares de riz perdus dans le kabupaten de Magelang, plusieurs milliers d'hectares de cultures dans les kabupaten de Boyolali et de Klaten. 1 961 têtes de bétail sont mortes au cours de l'éruption.
Dès l'éruption terminée début février 2011, les villages détruits font l'objet d'un tourisme noir qui profite notamment aux habitants des zones sinistrées dont certains se sont reconvertis en petits vendeurs.
Lors de l'agrandissement de la zone d'exclusion le 3 novembre, les plans de gestion de crise habituellement utilisés sont dépassés par l'ampleur de l'évacuation : aucun camp de réfugiés n'était prévu pour accueillir le million de personnes quittant la zone menacée par l'intensification de l'éruption. Des solutions de fortune sont mises en place, comme l'accueil de plus de 21 900 réfugiés au stade Maguwoharjo dans le kabupaten de Sleman ; d'autres camps plus petits sont ouverts aux alentours. L'éruption de 2010 aura ainsi mis en évidence la nécessité de revoir les plans d'évacuation et les mesures à prendre lors de la prochaine alerte.